# Paolo Appiani di Castelletto

Stemma Appiano

Paolo Appiani di Castelletto (Levice, 13 giugno 1792 – Levice, 7 marzo 1863) è stato un politico italiano, deputato del Regno di Sardegna.

## Biografia
Membro del ramo piemontese della famiglia Appiano, è stato deputato del Regno di Sardegna nella I e nella III legislatura.